# Mühlenwasser
Das Mühlenwasser ist ein 11,25 km langer, südlicher und orographisch linker Zufluss der Erpe im Stadtgebiet von Wolfhagen im hessischen Landkreis Kassel.

## Verlauf
Das Mühlenwasser fließt gänzlich im nordhessischen Naturpark Habichtswald. Es entspringt südlich von Istha, dem südöstlichen Stadtteil von Wolfhagen. Sein Quellgebiet liegt in einem Wiesen- und Ackergelände rund 620 m (Luftlinie) nordwestlich der Einmündung der Landesstraße 3215 (früher Bundesstraße 520) in die von Istha im Norden nach Balhorn (Gemeindeteil von Bad Emstal) im Süden führende B 450 auf etwa 345 m ü. NHN.
Das Mühlenwasser fließt anfangs in westnordwestlicher Richtung durch stark landwirtschaftlich genutztes Gelände südwestlich und westlich des wuchtigen Isthabergs und verläuft nach Kreuzen der B 251 nördlich an Bründersen vorbei, einem südlichen Wolfhager Stadtteil. Nach Unterqueren der Kreisstraße 107, über die ein Abschnitt der Deutschen Märchenstraße führt, passiert es die Wüstung Todenhausen und durchfließt ein Naturschutzgebiet mit Wasserbehältern. Etwas weiter westlich umfließt der Bach nach Passieren der Wüstung Gran östlich der kleinen Wolfhager Ansiedlung Granfeld den Graner Berg, auf dem sich der Flugplatz Wolfhagen-Graner Berg befindet.
Etwas weiter nördlich, unmittelbar südwestlich der ehemaligen Burg Wolfhagen, nimmt das Mühlenwasser linksseitig den von der Wüstung Fridegossen im Südwesten herbeikommenden Bach „Fredegassen Born“ auf und durchfließt dann die Wolfhager Kernstadt. Darin passiert es bei Durchfließen des Stadtparks, in dem rechtsseitig der Limeckebach einmündet, die Burg Wolfhagen und die östlich gelegene Innenstadt mit zahlreichen Fachwerkhäusern und dem Kattenturm. Nordöstlich der Ortschaft, die der Bach etwas nach Unterqueren der B 450 und der Bahnstrecke Volkmarsen–Vellmar-Obervellmar verlässt, passiert er nach linksseitigem Einmünden des Dusebachs erst die städtische Kläranlage und dann die Kalkhofsmühle.
Etwa 2,2 km (Luftlinie) nordöstlich der Wolfhager Innenstadt mündet das Mühlenwasser direkt südwestlich vom Schützeberg im Osten auf 235 m Höhe in die von Ostsüdosten kommende Erpe, einem etwas nordwestlich davon das zu Wolfhagen gehörende Elmarshausen passierenden Zufluss der Twiste.

## Einzugsgebiet und Zuflüsse
Die größten Zuflüsse des Mühlenwassers, dessen Einzugsgebiet 54,27 km² groß ist, sind die in der Wolfhager Gegend verlaufenden Bäche Dusebach und Limeckebach.

## Wasserscheide
Das Quellgebiet des Mühlenwassers liegt auf der Diemel-Eder/Fulda/Weser-Wasserscheide, das heißt, dass das Mühlenwasser, das in nördliche Richtung fließt, durch die Erpe, Twiste und Diemel in die Weser entwässert, während der Spolebach, der etwas weiter südöstlich nahe dem Wattenberg nördlich von Balhorn (zu Bad Emstal) entspringt, einen längeren Weg durch die Elbe, Eder und Fulda zur Weser macht.

## Sehenswertes und Kulturbauten
Zu den Sehenswürdigkeiten und Kulturbauten an und nahe dem Mühlenwasser gehören der Naturpark Habichtswald, die Reste der Burg Wolfhagen, das Wasserschloss Elmarshausen, der Ofenberg-Turm und der Schützeberg.